# Паскал Митревски
Паскал Митревски (на гръцки: Πασχάλης Μητρόπουλος, Пасхалис Митропулос, на македонска литературна норма: Паскал Митревски) е гръцки и югославски комунистически деец, главен ръководител на славяномакедонските структури в Гърция през 1943 - 1949 година - Славяномакедонския народоосвободителен фронт и Народоосвободителния фронт.

## Биография
Паскал Митревски е роден в костурското село Чука. Учи в Хрупища и в Костурската гимназия. Завършва право в Солунския университет. Работи като адвокат.
Свързан с левицата още от междувоенния период, след 1941 година той постепенно се ориентира към гръцкото комунистическо движение и ЕЛАС в Костурско. Секретар на костурския околийски комитет на СНОФ от декември 1943 г. до разпускането на организацията през май 1944 г.
Секретар е на създадената в Битоля от ЮКП Политическа комисия за Егейска Македония (октомври 1944 - април 1945). В това си качество пребивава предимно в Югославия.
От основаването на Народноосвободителния фронт (НОФ) на 23 април 1945 година в Скопие е секретар на ръководния му орган. След преминаването на организацията под ръководството на ГКП през ноември 1946 година се завръща в Гърция и става член на Областното бюро на ГКП за Македония и Тракия и инструктор на ГКП, отговарящ за НОФ. През януари 1948 година става отново секретар на НОФ (избран на първия конгрес на НОФ), но през август 1948 година е изваден от ръководството на НОФ и е изпратен на фронта като политкомисар на 14 бригада на ДАГ. След решението на Петия пленум на ЦК на ГКП от края на януари 1949 година за право на самоопределение на славяномакедонците в Гърция Паскал Митровски става отново секретар на НОФ (от 3 февруари 1949 година) и е провъзгласен за министър в т.нар. Временно демократично правителство на Гърция.
След поражението на ГКП и ДАГ в Гражданската война Паскал Митревски е арестуван като „Титов агент“ на 3 октомври 1949 година в лагера Бурели в Албания. Прехвърлен е в Москва, където през 1952 година е осъден от Върховния съд на СССР на 25 години затвор. През пролетта на 1956 година е освободен от лагера Варкута, а следващата година присъдата е анулирана.
През 1957 година пристига в Югославия. Живее в Скопие до края на живота си, в недобри отношения с най-правоверните югославски функционери, емигранти от Егейска Македония (Вангел Аяновски - Оче, Наум Пейов и други) и обслужващите ги историци като Ристо Кирязовски и Тодор Симовски.
Паскал Митревски е най-високият ръководител на славяномакедонците от Южна Македония през бурните години от края на Втората световна и Гражданската война в Гърция (1943-1949). Опитва се да лавира между ясно различаващите се политики на ГКП и ЮКП, като в крайна сметка остава по-близък до вижданията на ГКП. Въпреки това е репресиран от ГКП, стига до съветските затвори и е принуден да прекара последната част от живота си в Югославска Македония. Не успява да се наложи като безспорен авторитет включително заради честите конфликти между различните егейски активисти.